# Халькопірит
Халькопірит, мідний колчедан (від дав.-гр. χαλκóς «мідь» + пірит), також вживають назву — мінерал з формулою CuFeS2, кристалізується у тетрагональну сингонію.
Назва халькопіриту вказує на його подібність до піриту.
Назва — від халько… і грецьк. «пір» — вогонь (J.Fr.Henckel, 1725).
Синоніми: гоміхлін, руда мідна жовта, торваніт.

## Загальний опис
Хімічна формула: CuFeS2. Містить (%): Cu — 34,6; Fe — 30,4 %, S — 35,0. Як домішки містить Ag, Au, Ti.Йони S2- ізоморфно заміщуються Se2-. Містить (%): Cu — 34,56; Fe — 30,52; S — 34,92. Домішки — Mn (до 3 %), As (до 1,5 %), Sb (до 1 %), Ag, Zn, In, Te, Bi і інш.
Сингонія тетрагональна. Тертагонально-скаленоедричний вид. Кристалічна структура координаційна, похідна від структури типу сфалериту. Кубічна модифікація — талнахіт (від родовища Талнах поблизу Норільська). Форми виділення — суцільна маса і вкрапленики, кристали досить рідкісні. Спайність відсутня. Густина 4,1-4,3. Твердість 3-4. Латунно-жовтого кольору з металічним блиском. Часто веселкова гра кольорів. Характерні двійники. Риса зеленувато-жовта. Крихкий. Злом раковистий. Непрозорий. Добре проводить електрику.

## Кристалографія
Звичайно тетраедричні кристали, на яких домінують грані дісфеноїда {112}.
Кристалізується в тетрагональній сингонії. Вид симетрії тетрагонально-скаленоедричний. Кристалічна структура характеризається простою тетрагональною, близькою до кубічної, ґраткою.

### Агрегати і габітус
Найчастіше халькопірит утворює суцільні зернисті агрегати, вкраплювання, прожилки. Великі кристали, рідкісні та мають викривлену зовнішню поверхню. Кристали мають тетраедричний габітус з переважним розвитком {112}. Грані основного тетраедра, як правило, матові, окислені, покриті грубою штриховкою, а негативного — гладкі. Характерне двійникування, двійники проростання по (112), (012), інколи (110), а також закономірні зростання зі сфалеритом, блеклою рудою і галенітом.

## Фізичні властивості
Колір золотистожовтий, латунножовтий, часто з райдужною побіжалістю. Риса зеленуваточорна. Блиск металічний. Твердість 3,5—4. Спайність недосконала, по (011). Крихкий. Злом нерівний. Питома вага 4,1-4,4. Електропровідність слабка.
Під мікроскопом часто спостерігаються пластинчасті та полісинтетичні двійники.
В HNO3 розчиняється з виділенням сірки.

## Утворення і родовища
Походження гідротермальне, в асоціації з галенітом та сфалеритом входить до складу поліметалічних руд. Утворюється також при процесах термометаморфізму. Родовища халькопіриту представлені магматичним, гідротермальним і осадочним типом. У магматичних лікваційних родовищах халькопірит міститься у мідно-нікельових сульфідних рудах в основних вивержених породах. Це так звані родовища типу Седбері (назва одного з найбільших родовищ мідно-нікельових руд у Канаді). До них належать родовища Бушвельдського комплексу в Південній Африці. У родовищах цього типу халькопірит зустрічається разом з піротином, пентландитом, магнетитом, а також з арсенідами Co i Ni та мінералами Pl i Pd. Найбільша кількість родовищ халькопіриту утворилася гідротермальним шляхом. Серед них виділяють декілька формацій:
1. контактово-метасоматичну;
2. мідно-турмалінову;
3. формацію вкраплених мідних руд;
4. колчеданні родовища.

Осадочними є родовища мідистих пісковиків, в яких халькопірит разом з борнітом цементує зерна пісковику.

## Розповсюдження

Халькопірит у Малій гірничій енциклопедії

Зустрічається в магматичних мідно-нікелевих сульфідних рудах (в основних вивержених породах) разом з піротином, пентландитом, магнетитом та іншими. Утворюється переважно при гідротермальних процесах. Відомий також як екзогенний мінерал у зонах вторинного сульфідного збагачення мідно-сульфідних родовищ і серед осадових порід. Головний рудний мінерал міді. Встановлений в складі місячного ґрунту. Є у вигляді включень в алмазах, олівінах і гранатах з кімберлітів (Якутія, РФ, у ПАР); типовий акцесорний мінерал хондритів. Прикладами родовищ є Фрайберґ (ФРН), Садбері (Канада, провінція Онтаріо). Інші локалізації: Гарц, Нижня Саксонія; Зігерланд, Рейн-Вестфалія; Фрайберґ, Саксонія (ФРН); Сьор-Трьоннелаг, Нурланн (Норвегія), Коппарберґ (Швеція), Агордо (Італія), Ельзас (Франція), штат Юта, Нью-Йорк, Пенсильванія (США), Чукікамата (Чилі), Аракава (Японія). В Україні є на Донбасі, в Придніпров'ї, на Закарпатті, Волині, Поділлі, у Кривбасі. Основні метод збагачення — пінна флотація.

## Практичне значення
Халькопірит — важлива мідна руда. Мінімальний промисловий вміст міді в деяких родовищах приймається рівним 0,5 %.